# Leichtathletik-Europameisterschaften 1962/Weitsprung der Frauen

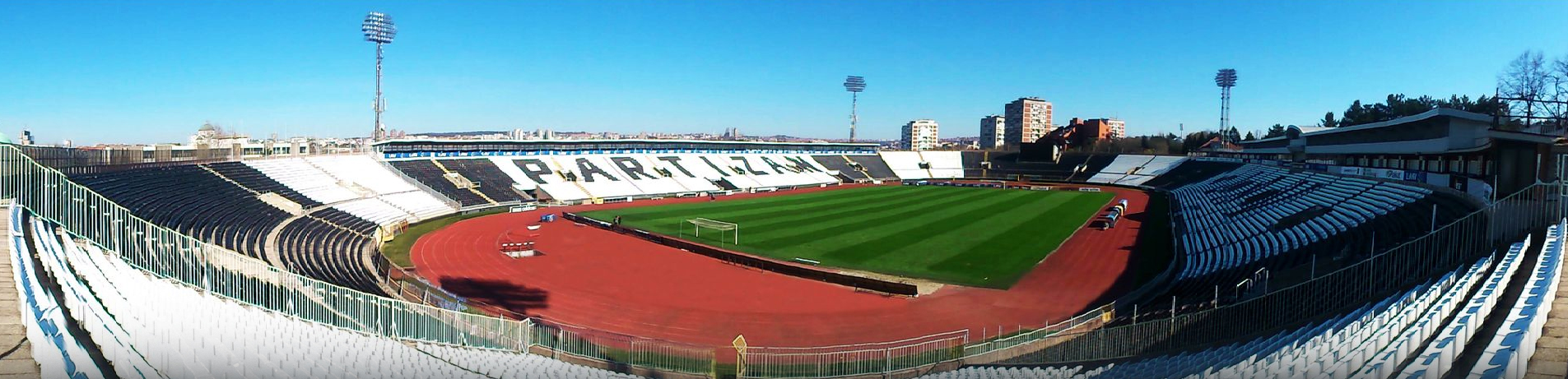
Panoramablick auf das Partizan-Stadion 2014 – 52 Jahre
nach den dortigen Europameisterschaften

Der Weitsprung der Frauen bei den Leichtathletik-Europameisterschaften 1962 wurde am 14. und 15. September 1962 im Belgrader Partizan-Stadion ausgetragen.
Europameisterin wurde die sowjetische Weltrekordinhaberin Tatjana Schtschelkanowa. Sie gewann vor der polnischen Olympiasiegerin von 1956 und Olympiazweiten von 1960 Elżbieta Krzesińska. Bronze ging an die Britin Mary Rand.

## Rekorde

### Bestehende Rekorde
| Weltrekord           | 6,53 m | Tatjana Schtschelkanowa | Leipzig, DDR (heute Deutschland) | 10. Juni 1962   |
| Europarekord         | 6,53 m | Tatjana Schtschelkanowa | Leipzig, DDR (heute Deutschland) | 10. Juni 1962   |
| Meisterschaftsrekord | 6,14 m | Liesel Jakobi           | EM Stockholm, Schweden           | 22. August 1958 |

### Rekordverbesserungen
Der bestehende EM-Rekord wurde verbessert und außerdem gab es zwei neue Landesrekorde.
- Meisterschaftsrekord:
  - 6,38 m – Tatjana Schtschelkanowa (Sowjetunion), Qualifikation am 14. September
- Landesrekorde:
  - 6,14 m – Viorica Viscopoleanu (Rumänien), Qualifikation am 14. September
  - 5,98 m – Oddrun Lange (Norwegen), Qualifikation am 14. September

## Qualifikation
14. September 1962, 10.40 Uhr
Die achtzehn Teilnehmerinnen traten zu einer gemeinsamen Qualifikationsrunde an. Elf Athletinnen (hellblau unterlegt) übertrafen die Qualifikationsweite für den direkten Finaleinzug von 6,00 m. Damit war die Mindestanzahl von zwölf Finalteilnehmerinnen nicht erreicht. Das Finalfeld wurde mit der nächsten bestplatzierten Sportlerin (hellgrün unterlegt) auf zwölf Springerinnen aufgefüllt. So reichten schließlich 5,98 m für die Finalteilnahme.
| Platz | Name                    | Nation         | Weite (m) |
| ----- | ----------------------- | -------------- | --------- |
| 1     | Tatjana Schtschelkanowa | Sowjetunion    | 6,38 CR   |
| 2     | Mary Rand               | Großbritannien | 6,29      |
| 3     | Hildrun Claus           | Deutschland    | 6,25      |
| 4     | Helga Hoffmann          | Deutschland    | 6,23      |
| 5     | Joke Bijleveld          | Niederlande    | 6,22      |
| 6     | Sheila Sherwood         | Großbritannien | 6,15      |
| 7     | Diana Jorgowa           | Bulgarien      | 6,14      |
| 8     | Viorica Viscopoleanu    | Rumänien       | 6,14 NR   |
| 9     | Elżbieta Krzesińska     | Polen          | 6,13      |
| 10    | Bärbel Geißler          | Deutschland    | 6,11      |
| 11    | Tatjana Talyschewa      | Sowjetunion    | 6,05      |
| 12    | Oddrun Lange            | Norwegen       | 5,98 NR   |
| 13    | Vera Rozsavölgyi        | Ungarn         | 5,96      |
| 14    | Orsolya Petró           | Ungarn         | 5,86      |
| 15    | Berit Berthelsen        | Norwegen       | 5,81      |
| 16    | Maija Koivusaari        | Finnland       | 5,80      |
| 17    | Halina Krzyżańska       | Polen          | 5,76      |
| 18    | Magaly Vettorazzo       | Italien        | 5,17      |

## Finale
15. September 1962, 16.30 Uhr
| Platz | Name                    | Nation         | Weite (m) |
| ----- | ----------------------- | -------------- | --------- |
| 1     | Tatjana Schtschelkanowa | Sowjetunion    | 6,36      |
| 2     | Elżbieta Krzesińska     | Polen          | 6,22      |
| 3     | Mary Rand               | Großbritannien | 6,22      |
| 4     | Joke Bijleveld          | Niederlande    | 6,21      |
| 5     | Helga Hoffmann          | Deutschland    | 6,19      |
| 6     | Hildrun Claus           | Deutschland    | 6,12      |
| 7     | Diana Jorgowa           | Bulgarien      | 5,98      |
| 8     | Bärbel Geißler          | Deutschland    | 5,95      |
| 9     | Tatjana Talyschewa      | Sowjetunion    | 5,92      |
| 10    | Viorica Viscopoleanu    | Rumänien       | 5,83      |
| 11    | Oddrun Lange            | Norwegen       | 5,82      |
| 12    | Sheila Sherwood         | Großbritannien | 5,78      |

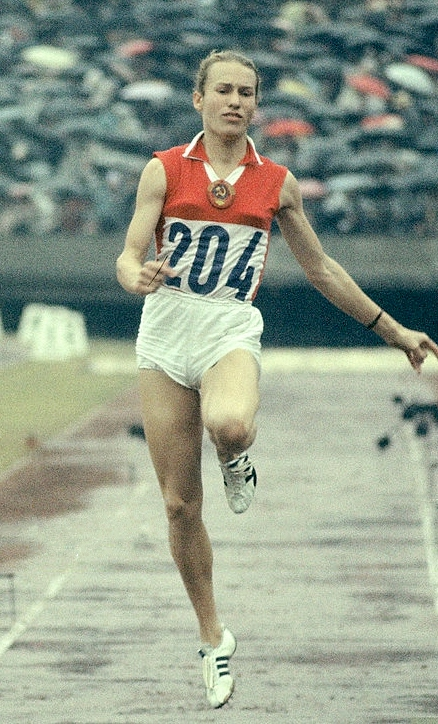
Weltrekordinhaberin Tatjana Schtschelkanowa – Europameisterin im Weitsprung

Für zwei Teilnehmerinnen liegen Angaben zu den Serien im Finale vor:
- Tatjana Schtschelkanowa, Europameisterin: x – 6,02 m – 6,36 m – 6,10 m – 6,04 m – 6,23 m
- Joke Bijleveld, Platz 4: 5,84 m – 5,93 m – 6,21 m – 5,67 m – 5,83 m – ?

Legende: Kurze Übersicht zur Bedeutung der Symbolik – so üblicherweise auch in sonstigen Veröffentlichungen verwendet:
| – | verzichtet |
| x | ungültig   |

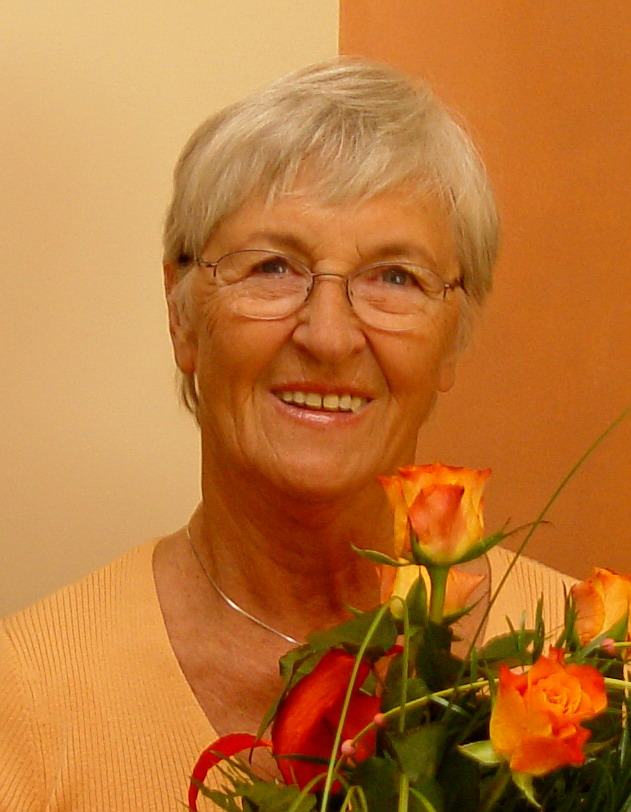
Vizeeuropameisterin Elżbieta Krzesińska (hier im Jahr 2008) – EM-Dritte 1954, Olympiasiegerin 1956 und Olympiazweite 1960
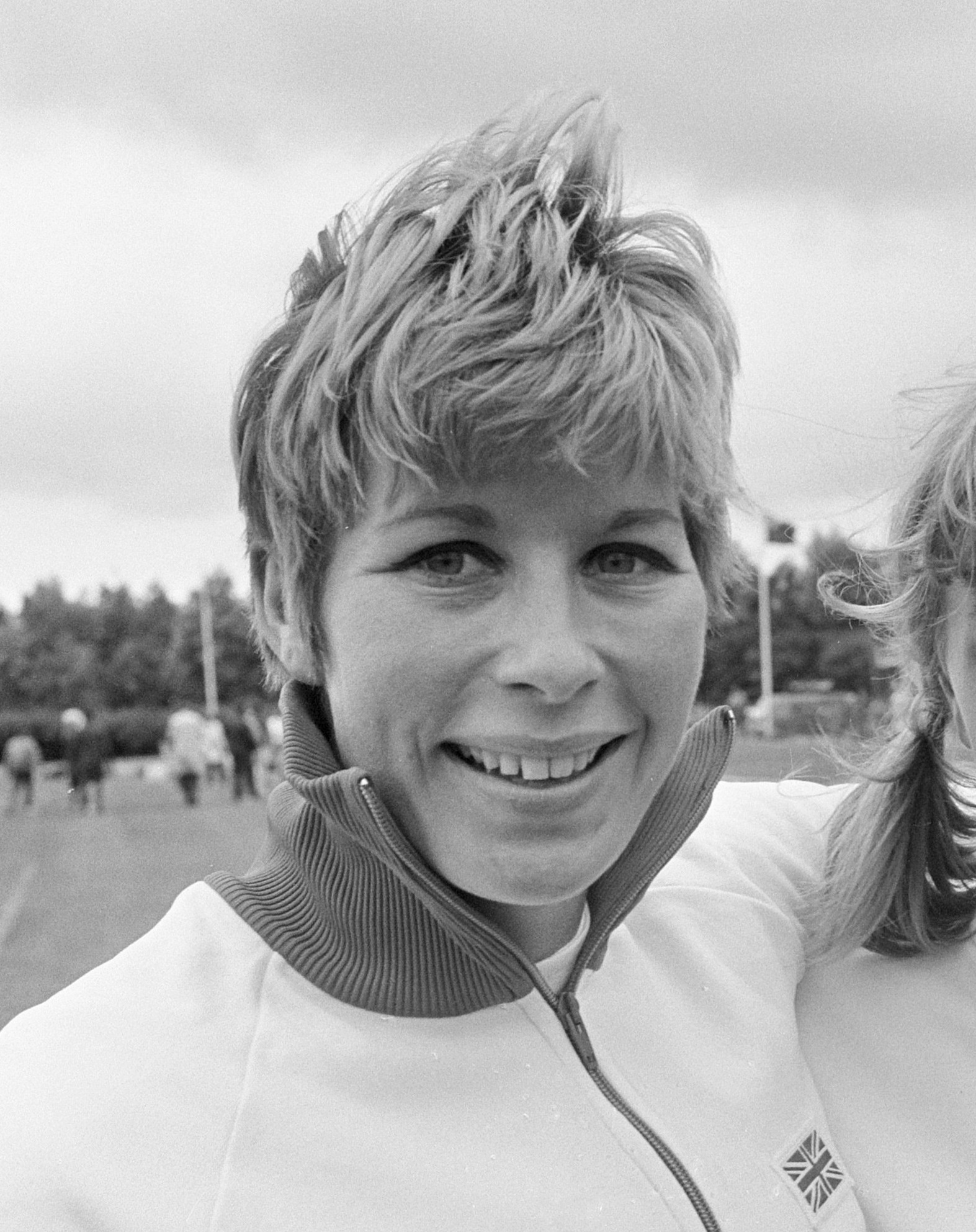
Bronzemedaillengewinnerin Mary Rand – 1964 Olympiasiegerin
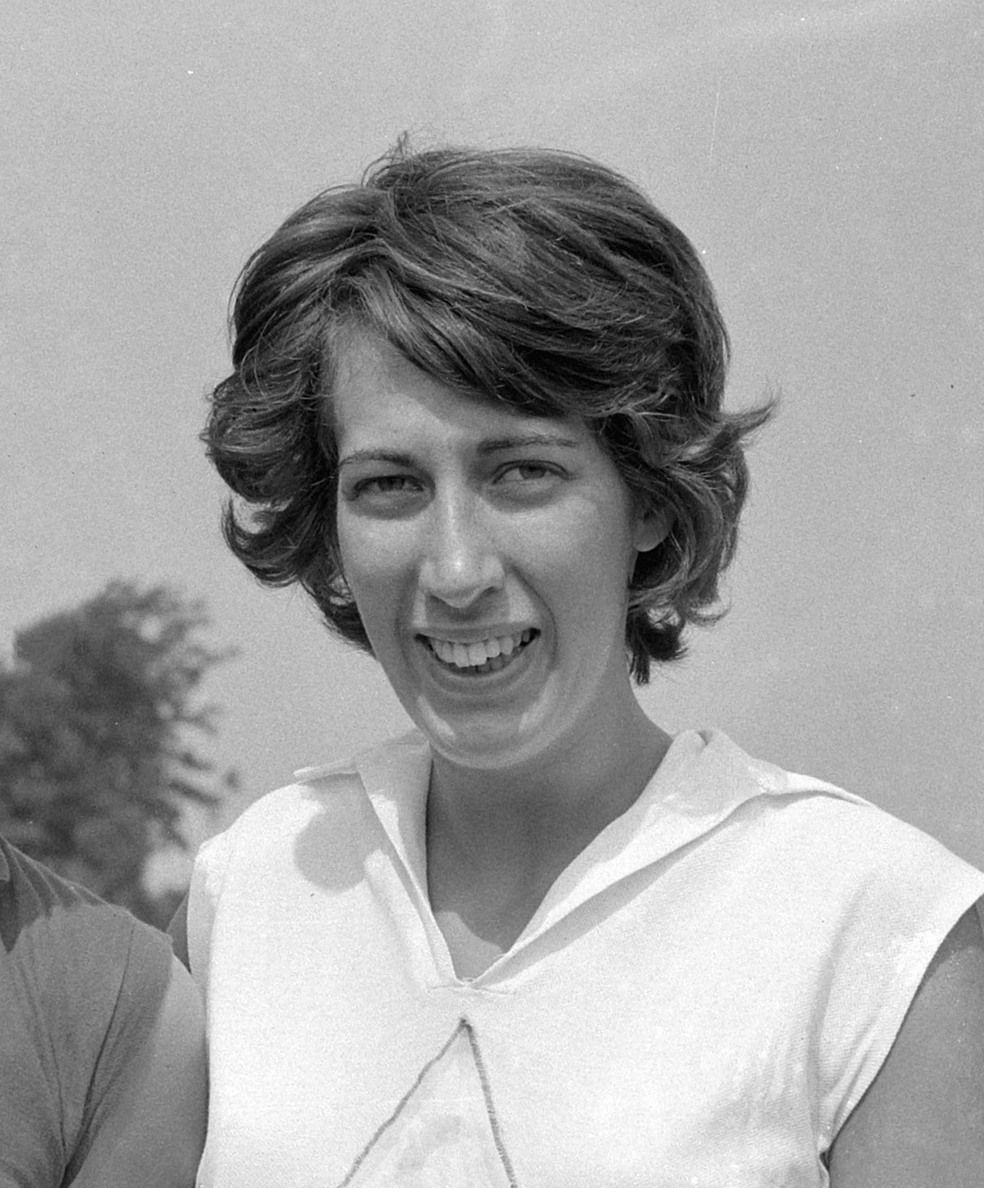
Die Olympiasiebte von 1960 Joke Bijleveld kam auf den vierten Platz – 1964 wurde sie Olympiafünfte
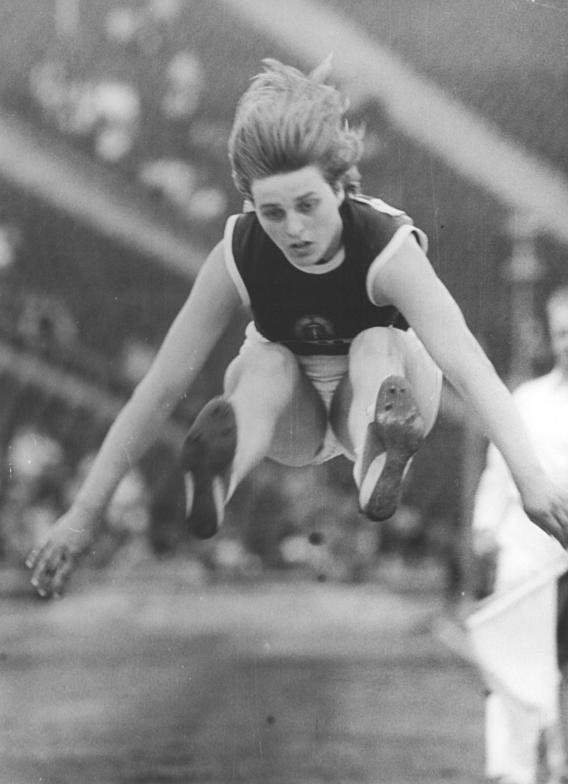
Hildrun Claus erreichte Platz sechs – als Hildrun Laufer wurde sie Olympiasiebte 1964

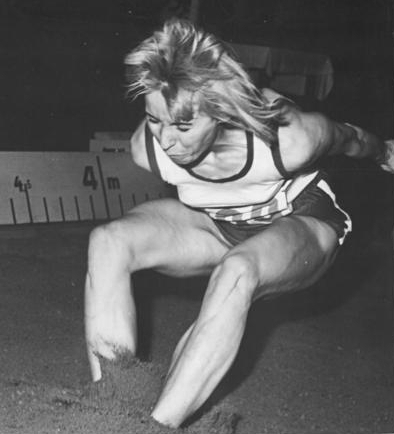
Bärbel Geißler, spätere Bärbel Löhnert, belegte Rang acht
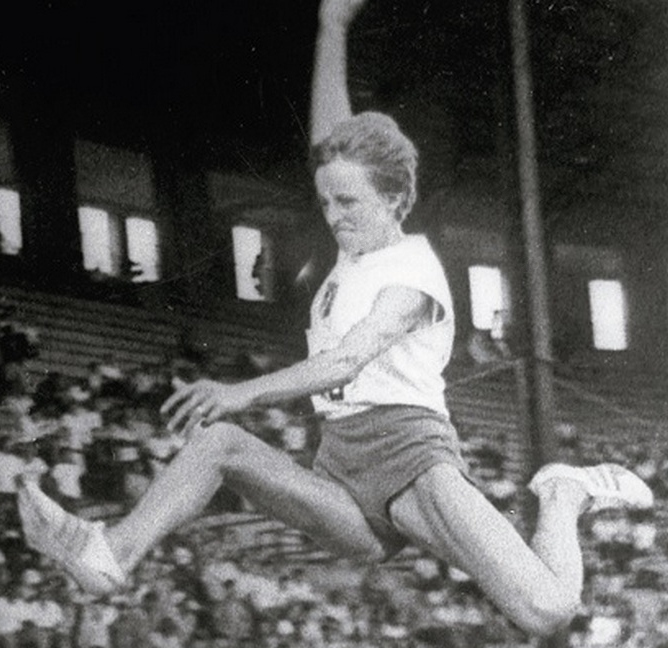
Viorica Viscopoleanu wurde Zehnte – 1968 sprang sie mit Weltrekord zum Olympiasieg
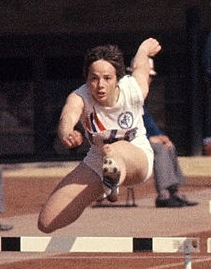
Die elftplatzierte Oddrun Lange, spätere Oddrun Hokland – hier als Hürdenläuferin